# Hippolyte Taine
Hippolyte Adolphe Taine (n. 21 aprilie 1828, Vouziers, Champagne-Ardenne, Franța – d. 5 martie 1893, Quartier Notre-Dame-des-Champs⁠(d), Île-de-France, Franța) a fost un filozof și istoric francez.

## Biografie
Provenind dintr-o familie, relativ înstărită, de fabricanți de pânză din departamentul Ardennes din Franța, Hippolyte Adolphe Taine și-a făcut studiile la Liceul Condorcet din Paris și apoi, începând din 1848  la Școala Normală Superioară din Paris fiind un student de excepție. A fost coleg de facultate, printre alții cu Francisque Sarcey și Edmond About. Fiind însă foarte încăpățănat, în 1851, când trebuie să absolve facultatea, a căzut, din cauza atitudinii sale, în prima sesiune, examenul de diplomă cu specializarea în filozofie.
Deși era de formație literară, Taine a adoptat ideile pozitiviste și scientiste care începeau să apară la acea epocă. După ce și-a susținut teza de doctorat despre fabulele lui La Fontaine, el publică, în 1855  prima sa lucrare de amploare Călătorie în Munții Pirinei (Voyage aux Pyrénées). În continuare, scrie numeroase articole cu subiecte din domeniul filozofiei, literaturii și istoriei pentru cele mai importante reviste științifice din Franța: Revue des Deux Mondes și Journal des Débats.
Angajându-se ca profesor la Nevers și la Poitiers,  are o performanță nesatisfăcătoare și este transferat, în dizgrație, la Besançon. În aceste condiții, cere să i se acorde un concediu neplătit și, în 1863 publică ‘’Istoria literaturii engleze (Histoire de la littérature anglaise) în 5 volume. Succesul imens al acestei lucrări îi permite să se întrețină din scrierile sale. În plus, a fost numit profesor la Școala Națională Superioară de Arte Frumoase (École Nationale Supérieure des Beaux-arts) și la Școala Specială Militară de la Saint-Cyr ( École spéciale militaire de Saint-Cyr). În 1871 este invitat să predea la Oxford. În 1878 este ales membru al Academiei Franceze.

## Opere
- De personis platonicis (1853)
- La Fontaine et ses fables (La Fontaine și fabulele sale) (1853 et 1861)
- Voyage aux eaux des Pyrénées (Călătorie în stațiunile balneare din Pirenei) (1855 et 1858)
- Essai sur Tite-Live (Esseu despre Tit-Liviu (1856)
- Les Philosophes classiques du XIXe siècle en France (1857 et 1868)
- Essais de critique et d’histoire (1858 et 1882)
- Histoire de la littérature anglaise (1864)
- Philosophie de l’art (1865 et 1882)
- Nouveaux essais de critique et d’histoire (1865 et 1901)
- Voyage en Italie (1866)
- Note sur Paris. Vie et opinions de M. Frédéric-Thomas Graindorge (1867)
- De l’intelligence (Despre inteligență) ‘- 1870
- Un séjour en France de 1792 à 1795. Lettres d’un témoin de la Révolution française, traduites de l’anglais (1872)
- Notes sur l’Angleterre (1872)
- Les origines de la France contemporaine :
  - L’ancien régime (1875)
  - La révolution : I – l’anarchie (1878)
  - La révolution : II – La conquête jacobine (1881)
  - La révolution : III – Le gouvernement révolutionnaire (1883)
  - Le régime moderne (1890-1893)
- Derniers essais de critique et d’histoire (1894)
- Carnets de voyage, notes sur la province (1863-1865 et 1897)
- Etienne Mayran (1910), fragments
- H. Taine, sa vie et sa correspondance (1903-1907)